# Нікола Обровац
Нікола Обровац (18 червня 1998) — хорватський плавець. Учасник Чемпіонату світу з водних видів спорту 2017, де в попередніх запливах на дистанції 50 метрів брасом посів 20-те місце і не потрапив до півфіналу.